# Biela dolina

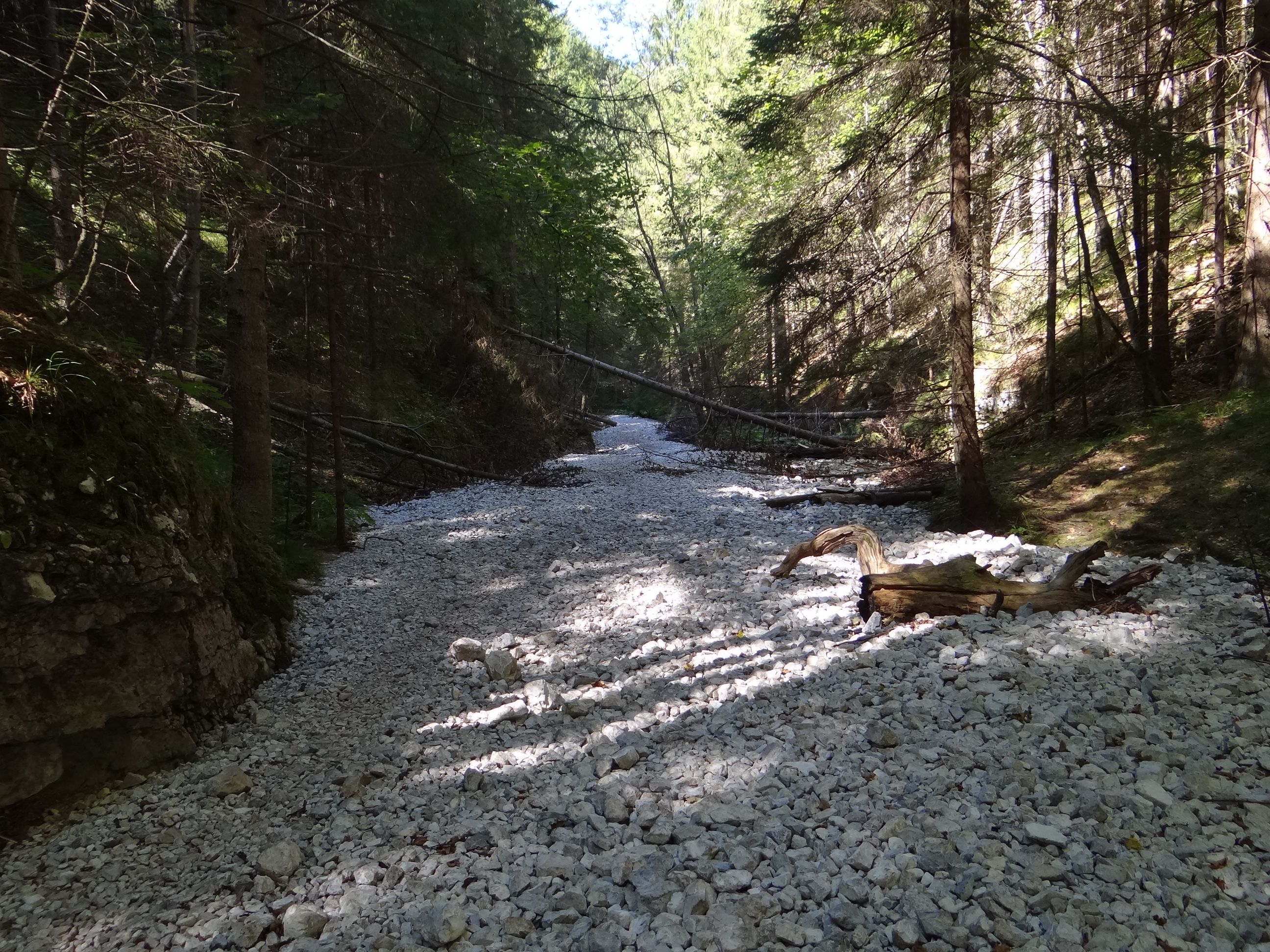
Suche koryto potoku Píľanka

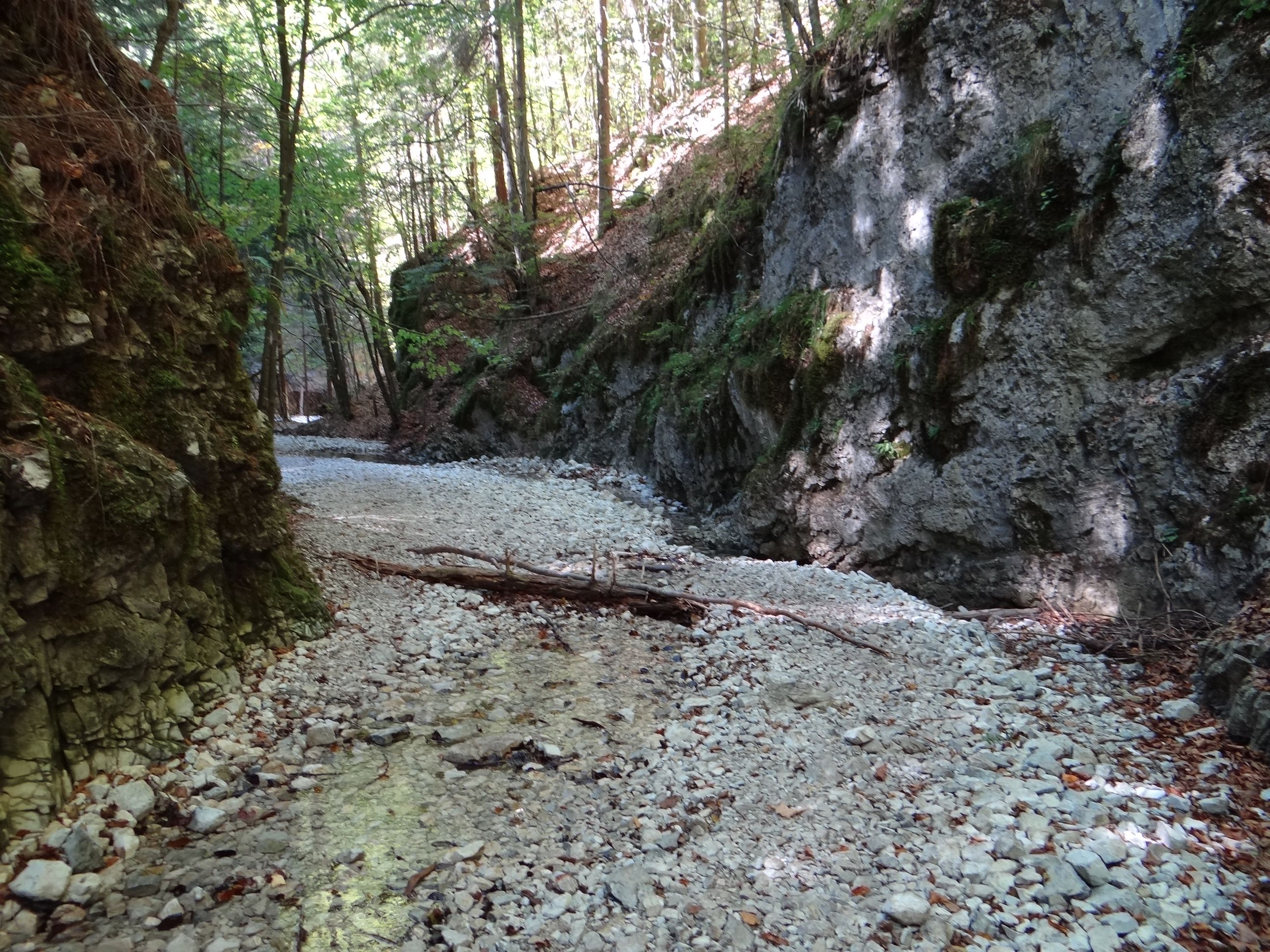
Wapienne ściany w zboczach Bielej doliny

Biela dolina – dolina w Słowackim Raju, będąca orograficznie prawym odgałęzieniem Doliny Veľkej Bielej vody. 
Biela dolina ma wylot w osadzie Hrabušická Píla na wysokości 579 m i wcina się w płaskowyż Glac w południowo-wschodnim kierunku. Jest to krótka dolinka, wyżej rozgałęzia się na 3 wąwozy zwane Piecky. Na wysokości ok. 700 m odgałęzia się od niej wąwóz Zadné Piecky, a zaraz powyżej, na wysokości ok. 710 m dolina rozgałęzia się na dwa wąwozy: Predné Piecky i Stredné Piecky. Dnem Bielej doliny spływa potok Píľanka.
Biela dolina jest całkowicie zalesiona. Wyżłobiona jest w skałach wapiennych i  w jej zboczach znajdują się strome ściany. Wyznakowano nią szlak turystyczny prowadzący zazwyczaj suchym, kamienistym dnem tej doliny. 

## Szlak turystyczny
jednokierunkowy: Hrabušická Píla – Biela dolina – Stredné Piecky – Suchá Belá, záver. Czas przejścia 1.50 h.